# Halocetona
Halocetona en química orgánica es un grupo funcional que consiste en una cetona , o más generalmente un grupo carbonilo con un sustituyente halógeno α. La estructura general RR'C (X) C (= O) R en la que R es un resto alquilo o arilo y X cualquiera de los halógenos. La conformación preferida de una halocetona es la de un cisoide con el halógeno y el carbonilo que comparten el mismo plano que el efecto estérico con el grupo carbonilo alquilo generalmente mayor.